# Kafiristan

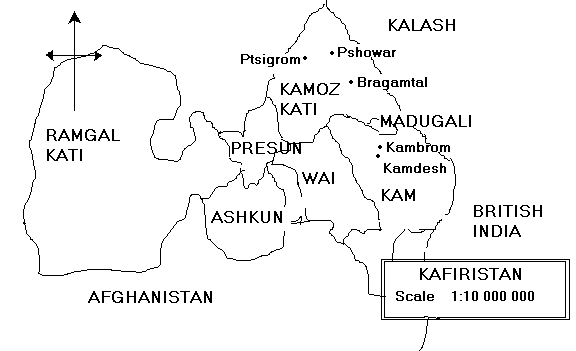
Carte du Kafiristan avant sa conversion à l'islam dans les années 1890

Le Kāfiristān, ou Kāfirstān ( pachto : کاپیرستان ; persan : کافرستان   ) est une région historique qui couvrait l'actuelle province du Nuristan en Afghanistan et ses environs. Cette région historique se situe sur les bassins des rivières Alingar, Pech (Kamah), Landai Sin et Kunar, ainsi que les chaînes de montagnes environnantes. Elle est délimitée par la chaîne principale de l'Hindu Kush au nord, le district de Chitral au Pakistan à l'est, la vallée de Kunar au sud et la rivière Alishang à l'ouest.
Le Kafiristan doit son nom aux habitants kafirs (non-musulmans) nuristanis qui ont longtemps suivi une forme particulière d'hindouisme ancien mêlé à des éléments développés localement ; ils étaient donc connus de la population environnante majoritairement musulmane sunnite sous le nom de Kafirs, ce qui signifie « mécréants » ou « infidèles ». Ils sont étroitement liés au peuple Kalash, un peuple indépendant toujours doté d’une culture, d’une langue et d’une religion distinctes.
La zone s'étendant du Nuristan moderne au Cachemire était connue sous le nom de « Peristan », vaste zone hébergeant une multitude de cultures « kafir » et de langues indo-européennes restées indépendantes sur une longue période, avant d'être islamisées par la force sur ordre de l'émir Abdur Rahman Khan qui a conquis le territoire en 1895-1896. La région était autrefois entourée d'États bouddhistes qui ont temporairement fait rayonner leur influence culturelle et politique dans ces montagnes ; mais avec le déclin du bouddhisme la région s'est retrouvée fortement isolée. Elle s'est vu ceindre par des États musulmans au XVIe siècle.

## Étymologie
Kafiristan ou Kafirstan signifie visiblement « terre [ -stan ] des kafirs » en persan. Le nom کافر</link> kafir est dérivé de l'arabe كافر</link> kāfir, désignant littéralement une personne qui refuse d'accepter un principe de quelque nature que ce soit et au sens figuré une personne refusant d'accepter l'Islam comme sa foi. Il est communément traduit en français par « non-croyant ». Cependant, une influence venant de noms de districts du Kafiristan comme Katwar ou Kator et de l'ethnonyme Kati a également été envisagée. Le Kafiristan était habité par des peuples qui suivaient une forme de paganisme avant leur conversion à l'islam en 1895-1896.

## Histoire du Kafiristan

### Histoire ancienne
L'ancien janapada de Kapiśa, situé au sud-est de l'Hindu Kush, incluait et était lié au Kafiristan. Le pèlerin chinois Xuanzang qui visita Kapisa en 644 après J.-C. l'appelle Kai-pi-shi(h) (迦畢試 ; chinois standard : Jiābìshì < chinois moyen ZS : * kɨɑ-piɪt̚-ɕɨ H ). Xuanzang décrit Kai-pi-shi  comme un royaume florissant gouverné par un roi kshatriya bouddhiste détenant une autorité sur dix États voisins, dont Lampaka, Nagarahara, Gandhara et Bannu . Jusqu'au IXe siècle après J.-C., Kapiśi resta la deuxième capitale de la dynastie Shahi de Kaboul . Kapiśa était connue pour ses chèvres et leur peau. Xuanzang parle de la race de chevaux Shen de Kapiśa ( Kai-pi-shi ). Il existe également une référence à l'empereur chinois Taizong qui s'est vu offrir des chevaux d'une excellente race en 637 après J.-C. par un envoyé de Chi-pin (Kapisa). D'autres mentions faites par Xuanzang indiquent que Kai-pi-shi produisait une variété de céréales, divers types de fruits ainsi qu'une racine parfumée appelée yu-kin, probablement issue de l'herbe khus, ou vétiver. Les locaux portaient des vêtements de laine et de fourrure, et utilisaient des pièces d'or,, d'argent et de cuivre. Des objets et marchandises venant de nombreuses contrées ont été retrouvés ici, preuves de l'existence d'importantes relations commerciales.

### Histoire médiévale
La zone s'étendant du Nuristan moderne au Cachemire était connue sous le nom de « Peristan », vaste zone hébergeant une multitude de cultures « kafir » et de langues indo-européennes qui ont été islamisées après une longue période d'indépendance. La région était autrefois entourée d'États bouddhistes qui ont temporairement fait rayonner leur influence culturelle et politique dans ces montagnes. Le voyage vers la région était périlleux selon les rapports des pèlerins chinois Faxian et Song Yun . Le déclin du bouddhisme a entraîné un profond isolement de la région. L'islamisation du Badakhshan voisin a commencé au 8e siècle et le Peristan s'est trouvé encerclé par des États musulmans au 16e siècle. Les Kalash du Bas-Chitral sont les derniers héritiers des vieilles traditions et croyances de la région, ayant résisté à l'islamisation.

### Histoire moderne et post-moderne
Le premier Européen dont on sait qu'il a visité le Kafiristan fut le missionnaire jésuite portugais Bento de Góis, SJ . D'après son récit, il aurait visité une ville nommée « Capherstam »  en 1602, au cours d'un voyage de Lahore jusqu'en Chine.
L'aventurier américain et colonel Alexander Gardner a affirmé avoir visité le Kafiristan à deux reprises, en 1826 et 1828. La première fois, Dost Mohammad, l'émir de Kaboul, tua des membres de la délégation de Gardner en Afghanistan et le força à fuir Kaboul pour Yarkand en passant par le Kafiristan occidental. Lors de sa deuxième visite, Gardner a brièvement séjourné dans le nord du Kafiristan et dans la vallée de Kunar alors qu'il revenait de Yarkand.
En 1883, William Watts McNair, un géomètre britannique , explora la zone déguisé en hakim (médecin traditionnel). Il a rendu compte de son voyage plus tard dans l'année pour la Royal Geographical Society .
George Scott Robertson, médecin militaire pendant la seconde guerre anglo-afghane et plus tard officier politique britannique dans l' État princier de Chitral, reçut l'autorisation d'explorer le "pays des Kafirs" en 1890-1891. Il fut le dernier étranger à visiter la région et à observer la culture polythéiste des locaux avant leur conversion à l'islam . Le récit de Robertson de 1896 s'intitulait Kafirs of the Hindu Kush . Bien que certains sous-groupes tels que les Kom aient payé tribut au Chitral, la majorité du Kafiristan a été laissée du côté afghan de la frontière en 1893, lorsque de vastes zones de terres tribales entre l'Afghanistan et l'Inde britannique ont été divisées par la ligne Durand .
La frontière entre l'Afghanistan et l'Inde britannique a été délimitée entre 1894 et 1896 . Une partie de la frontière située entre Nawa Kotal, à la périphérie du pays de Mohmand, et la vallée de Bashgal, à la périphérie du Kafiristan, a été délimitée en 1895 par un accord conclu le 9 avril 1895. L'émir Abdur Rahman Khan voulait forcer chaque communauté et confédération tribale à adopter sa vision de l'islam, car c'était le seul facteur d'unification qu'il envisageait. Après la soumission des Hazaras, le Kafiristan fut la dernière région autonome restante.
Les forces d'Abdur Rahman Khan ont envahi le Kafiristan au cours de l'hiver 1895-1896 et l'ont capturé en 40 jours selon son autobiographie. Des colonnes l'envahirent depuis l'ouest à travers le Panjshir jusqu'à Kullum, le fort le plus puissant de la région. D'autres colonnes venues du nord traversèrent le Badakhshan et d'autres venues de l'est traversèrent Asmar . Une petite colonne est également venue du sud-ouest via Laghman . La plupart des Kafirs ont été déplacés à Laghman tandis que la région fut colonisée par des soldats vétérans et d'autres Afghans. Les Kafirs furent  alors convertis. Certains se sont également convertis pour s'épargner la jizya.

Quelques années après la visite de Robertson, en 1895-1896, Abdur Rahman Khan envahit et convertit les Kafirs à l'islam, point culminant symbolique de ses campagnes visant à placer le pays sous un gouvernement afghan centralisé et musulman. Il avait également soumis le peuple Hazara en 1892-1893. En 1896, Abdur Rahman Khan, qui avait ainsi conquis la région pour l'Islam, renomma le peuple kafir Nuristani (« Illuminés » en persan ) et le pays Nuristan (« Terre des Illuminés »).

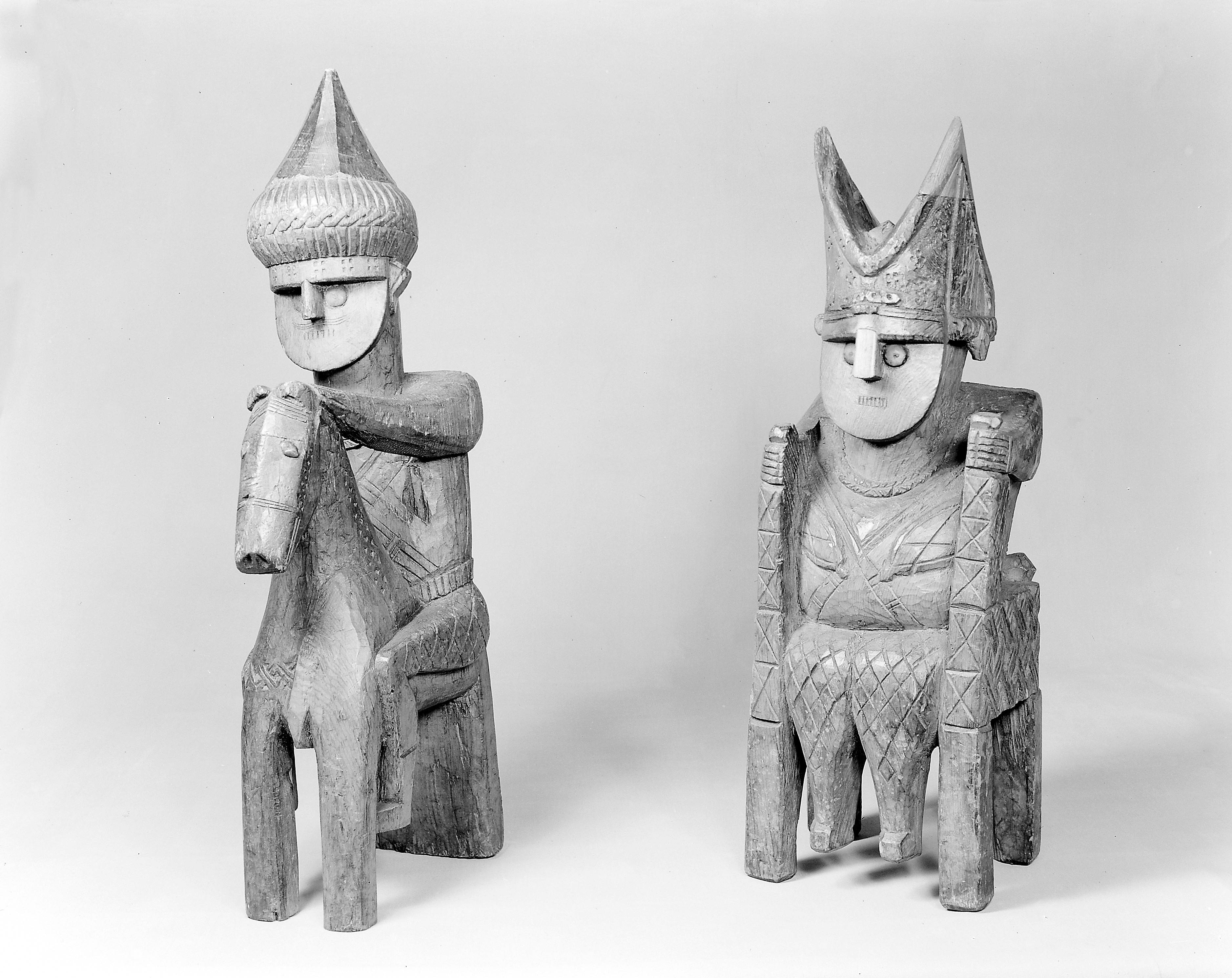
Effigies en bois, Kafiristan.

Le Kafiristan était fait de vallées escarpées et boisées. Il était célèbre pour ses fines sculptures sur bois , en particulier ses piliers en bois de cèdre, ses portes sculptées, ses meubles (y compris des chaises en corne ) et ses statues. Certains de ces piliers ont survécu, car ils ont été réutilisés dans les mosquées, mais les temples, les sanctuaires et les centres de cultes locaux, avec leurs effigies en bois et leurs multitudes de figures ancestrales, ont été incendiés et brûlés jusqu'au sol. Seule une petite fraction en fut ramenée à Kaboul comme butin de cette "victoire islamique sur les infidèles". Il s’agissait de diverses effigies en bois de héros ancestraux et de chaises commémoratives préislamiques. Parmi les plus de trente figurines en bois rapportées à Kaboul en 1896 ou peu après, quatorze furent envoyées au musée de Kaboul et quatre au musée Guimet et au musée de l'Homme situés à Paris. Celles du musée de Kaboul ont été gravement endommagées sous le régime des talibans mais ont depuis été restaurées.
Quelques centaines de Kafirs de Kati, connus sous le nom de « Kafirs rouges » de la vallée de Bashgal, ont fui de l'autre côté de la frontière vers Chitral mais, déracinés de leur patrie, ils se sont convertis dans les années 1930. Ils s'installèrent près de la frontière dans les vallées de Rumbur, Bumburet et Urtsun, qui étaient alors habitées par la tribu Kalash, ou Kafirs noirs. Seul ce peuple dans les cinq vallées de Birir, Bumburet, Rumbur, Jineret et Urtsun a échappé à la conversion, car il était situé à l'est de la ligne Durand, dans l' État princier de Chitral . Cependant, dans les années 1940, les vallées méridionales d'Urtsun et de Jingeret avaient été converties. Après un déclin de population causé par une conversion forcée dans les années 1970, cette région du Kafiristan au Pakistan, connue sous le nom de Kalasha Desh, a récemment connu une augmentation de sa population.
Au début de 1991, le gouvernement de la République d'Afghanistan a reconnu l'autonomie de fait du Nouristan et a créé une nouvelle province du même nom à partir des districts de la province de Kunar et de la province de Laghman.

## Apparitions dans la culture
- Le Kafiristan sert de cadre à la majeure partie du célèbre roman de Rudyard Kipling de 1888 « L'homme qui voulut être roi ». Il a été adapté au cinéma en 1975 sous le même nom .
- Dans son livre A Short Walk in the Hindu Kush ( 1958), l'écrivain anglais Eric Newby décrit ses aventures avec Hugh Carless au Nuristan et leur tentative alors sans précédent d'escalader la montagne Mir Samir .
- L'auteur allemand Herbert Kranz a choisi le Kafiristan comme cadre pour son roman d'aventures de 1953 In den Klauen des Ungenannten : Abenteuer in den Schluchten des Hindukusch .
- Le Voyage au Kafiristan est un film allemand de Donatello Dubini et Fosco Dubini relatant le voyage terrestre d' Annemarie Schwarzenbach et Ella Maillart de Genève à Kaboul.
- Umberto Eco mentionne le Kafiristan (comme « Kefiristan ») dans « Comment voyager avec un saumon »[21], où un chasseur parlait un dialecte qui a été entendu pour la dernière fois au Kafiristan à l'époque d' Alexandre le Grand .
- Nile, un groupe de death metal américain, a écrit la chanson « Kafir » pour son album Those Whom the Gods Detest qui a été inspiré par le Kafiristan[22].
- Dans les romans basés sur Doom écrits par Dafydd ab Hugh et Brad Linaweaver, et publiés entre juin 1995 et janvier 1996, on trouve un pays nommé  Kefiristan
- Le Kafiristan est le cadre du roman Stormswift de Madeleine Brent
- La région a été citée dans l'épisode 4 de la saison 5 de la série  Hot in Cleveland comme la destination où se cache le mari de Victoria, Emmett.